# Priola
Priola é uma comuna italiana da região do Piemonte, província de Cuneo, com cerca de 802 habitantes. Estende-se por uma área de 27 km², tendo uma densidade populacional de 30 hab/km². Faz fronteira com Bagnasco, Calizzano (SV), Garessio, Viola.
Nos tempos antigos, a comuna se chamava Petra Auriola, um nome derivado da presença de ouro nas entranhas das montanhas próximas.
Num documento muito antigo que remonta o ano de 967 d.C., consta que o imperador Ottone I doou ao marquês Aleramo, os países do Alto Vale Tanaro, incluindo também a comuna de Priola. O próximo registro, já em 1033, foi a doação do feudo pelo marquês Olderico Manfredi em favor do monastério de S. Giusto em Susa.
Já em 1260 o conde Carlo de Provenza, senhor de Alba, expulsou de lá os marqueses de Ceva e cedeu à comuna de Asti. Entre os muitos senhores que seguiram revezando no domínio do país, os membros da família Pallavicino acabaram assumindo o título de marqueses de Priola. 
Em um penhasco, nas proximidades de Tanaro restam as ruínas do castelo forte, de 1300, dos marqueses de Ceva e de Priola. Apesar da imponente maneira com que foi destruído em 1518, ainda podemos ver muitas paredes e a torre de vigia do antigo castelo.
Neste mesmo burgo, encontramos a antiga igreja paroquial de S. Desiderio, fundada em 1270 e depois reconstruída. Na igreja se conserva um altar de madeira e um órgão antigo e precioso.
Atravessando o Tanaro, e excedendo as ruínas do antigo monastério beneditino de S. Giusto, chegamos aos pedaços de Casario, criada sobre uma pequena colina rica em cerejeiras. Numa posição panorâmica, encontramos a antiga capela de S. Bernardo, construída sobre as ruínas de um forte. Seu interior na forma de um tonel foi decorado com valiosas pinturas à base d’água de 1400, que representam imagens dos santos, entre eles S. Antonio Abate, S. Giorgio, S. Sebastiano e do Cristo Pantocratore.
A paróquia de Casaria que era dedicada a S. Giusto e foi erguida em 1580, mais sua sede foi depois transferida em 1840, para a antiga capela de S. Rocco em 1630. A igreja conserva preciosas pinturas e um órgão de Vegezzi-Bozzi.
A paróquia da divisão Pievetta foi fundada em 1560 e dedicada a Maria Vergine Assunta. Reconstruída por volta de 1690 e terminada, em 1712, no estilo barroco piemontês.”

## Demografia
| Variação demográfica do município entre 1861 e 2011                               |
|                                                                                   |
| Fonte: Istituto Nazionale di Statistica (ISTAT) - Elaboração gráfica da Wikipedia |